# Tangentplan

Det blå planet är tangentplan till den röda ytan. Den blå vektorn är normalvektor till både det blå planet och den röda ytan (i tangeringspunkten). Det blå tangentplanet är också ett normalplan till vektorn.

Ett tangentplan, även tangentialplan, till en yta är det plan som innehåller alla tangenter till ytan genom en given punkt på densamma. Tangentplanet är ett normalplan till ytans normallinje genom punkten.
Ekvationen för tangentplanet i punkten {\displaystyle P=(x_{0},y_{0},z_{0})} på ytan {\displaystyle z=f(x,y)} ges av:
{\displaystyle z-z_{0}={\frac {\partial f(x_{0},y_{0})}{\partial x}}\cdot (x-x_{0})+{\frac {\partial f(x_{0},y_{0})}{\partial y}}\cdot (y-y_{0})}
där {\displaystyle {\frac {\partial f(x_{0},y_{0})}{\partial x}}} och {\displaystyle {\frac {\partial f(x_{0},y_{0})}{\partial y}}} betecknar värdet på de partiella derivatorna med avseende på {\displaystyle x} respektive {\displaystyle y} i punkten {\displaystyle P}.